# إسماعيل بلعوش
إسماعيل بلعوش (in English : ismael belouch) ولد يوم ١ فبراير ١٩٨٣ ميلادية ، بقرية أركمان مدينة الناظور ، فنان و منشد من مغربي وينشط كذلك في العمل الإنساني. أطلق أول أعماله الفنية سنة ٢٠٠٦ بعنوان عيدكم مبروك ، وأشهر عمل حقق مبيعات ونجاحاً كبيرا تحت عنوان " للا يما " سنة ٢٠٠٧. وأتبعه بعد ذلك بعدة أعمال فنية رائعة لاقت نجاحات متتالية ، وأحيى عدة سهرات وحفلات خارج المغرب وخاصة بأوروبا. تتميز أعماله الفنية وأناشيده بخلفيتها الإسلامية وروحه التعليمية التي تسمو بالأخلاق والتعاليم الإسلامية ، كذلك يتميز بتطويره لمجموعة من الأهازيج الخاصة بأعراس منطقة الريف مما أضفى عليها روحاً إسلامية وعادة قديمة تستمر مع استمرار الأجيال القادمة.

## مقتطفات من حياته الفنية
أكمل دراسته الابتدائية بمدرسة الشريعة بحي ترقاع أوائل التسعينات ، لينتقل بعدها إلى إعدادية الشريف محمد أمزيان بمدينة الناظور لمتابعة دراسته سلك الإعدادي ، وبعدها تحصلعلى شهادة الباكالوريا بثانوية عبد الكريم الخطابي سنة ٢٠٠٢ ،لتكون وجهته سنة ٢٠٠٣-٢٠٠٤ إلى وجدة لمتابعة دراسته الجامعية بكلية الحقوق بجامعة محمد الأول ودراسة الموسيقى العربية والموشحات والقدود الحلبية بإحدى المعاهد التابعة لمدينة وجدة ليصقل موهبته أكثر ويتمكن من التحكم في صوته أكثر ،هناك التقى بنخبة من الأصوات الجميلة والموهوبين وأساتذة ساعدوه على التمكن واتقان الغناء باحترافية.

## أعماله الفنية
كانت انطلاقته بألبوم فني بثمانية أناشيد دينية ملتزمة أبرزها الله يا ربي اعفو خافي.
بعدها تلته أعمال فنية عديدة وهذه عناوينها :
- قرآننا
- أورار أمسرم ١
- للا يما
- حبيب الله
- أورار أمسرم ٢
- ايتوب أور اينو
- أورار أمسرم ٣
- ذانتا ذانتا
- رسول الله
- محمد گور نغ
- أورار أمسرم ٤

## جولاته الفنية
له عدة لقاءات تلفزيونية ومشاركات دولية بمهرجانات أوروبية وافريقية ، بمسارح امتلأت عن آخرها وخير مثال على ذلك مهرجان نغمة أخرى بثلاث نسخ بمدينة روتردام بهولندا ، توازيها مهرجانات وحفلات أخرى بمقاييس فنية احترافية ، اقترن اسم الفنان اسماعيل بلعوش على مستوى الاعمال الفنية بشركة ديسك الناظور ، على مستوى التسويق الفني والإدارة الفنية لسنوات مختلفة قبل جائحة كورونا ، كما يعتبر الفنان اسماعيل بلعوش رائداً ومؤسساً لفن السماع والمديح بالريف المغربي ، تعامل مع العديد من المؤسسات الاجتماعية والخيرية بالمغرب وأوروبا. إسماعيل بلعوش بعد سنة 2007 أصبح صوته يملأ البيوت المغربية واحتل مساحة كبيرة في قلوب محبيه ، له متابعين ومعجبين من مختلف الأقطار ، وتعدى تألقه الواقع ليضيء ابداعه المجال الافتراضي على مستوى مواقع التواصل الاجتماعي المختلفة .

## برامج تلفزيون
بعد نجاح ألبوم للا يمّا مباشرة تلقى الفنان اسماعيل بلعوش عدة عروض تلفزيونية وبرامج إذاعية على مختلف القنوات المغربية وأثير العديد من الإذاعات المحلية والوطنية من بينها قناة 2M المغربية والقناة الأولى والقناة الثامنة والإذاعة الوطنية وإذاعة كاب راديو وراديو MIDI 1  ، كما كان ضيفاً على مجموعة من القنوات الدولية منها الإسبانية والهولندية والألمانية والجزائرية والليبية والمصرية ، وقد أحيى الكثير من السهرات واللقاءات الصحفية في مختلف المناسبات الدينية والوطنية والعالمية مع جل الصحفيين الذين رافقوه في تغطية أعماله وتنقلاته.

### نماذج من برامج التلفزيون
- ألحان عشقناها 2M
- توتريوين لثلاث مواسم على القناة الأمازيغية
- أهل الطرب على القناة الثامنة
- تيرزاف على القناة الثامنة
- زغاريد على القناة الثامنة
- حوار على أثير اذاعة راديو MIDI 1
-حوار على أثير اذاعة كاب راديو